# Гідроксид кальцію
Гідрокси́д ка́льцію Са(ОН)2, гашене вапно (рос. известь гашеная; англ. slaked lime; нім. gelöschter Kalk, Lóschkalk) — біла дрібнокристалічна речовина.

## Загальний опис
Будівельне вапно. Готують змішуванням негашеного вапна з водою (гідратоване водою вапно негашене). При нагріванні розкладається з утворенням оксиду кальцію і води:
{\displaystyle {\ce {Ca(OH)_2 ->[{t}] CaO + H_2O}}}
У воді розчиняється важко: при 20 °C лише 0,165 г, а при 100 °C — 0,077 г на 100 г води. Насичений розчин гідроксиду кальцію називають вапняною водою, а суспензію Са(ОН)2 у воді  — вапняним молоком.
Гідроксид кальцію належить до лугів. Розчинений у воді Са(ОН)2 майже повністю дисоціює на катіони кальцію і аніони гідроксиду:
{\displaystyle {\ce {Ca(OH)_2 <=> Ca^2+ + 2OH^-}}}
При пропусканні у вапняну воду вуглекислого газу розчин стає каламутним внаслідок утворення нерозчинного карбонату кальцію, а при надлишку СО2 розчин знову стає прозорим в результаті перетворення нормального карбонату в розчинний гідрокарбонат кальцію:
{\displaystyle {\ce {Ca(OH)_2 + CO_2 -> CaCO_3 + H_2O}}}
{\displaystyle {\ce {CaCO_3 + H_2O + CO_2 -> Ca(HCO_3)_2}}}
Аналогічна реакція проходить з сірчистим газом SO2 .

## Застосування

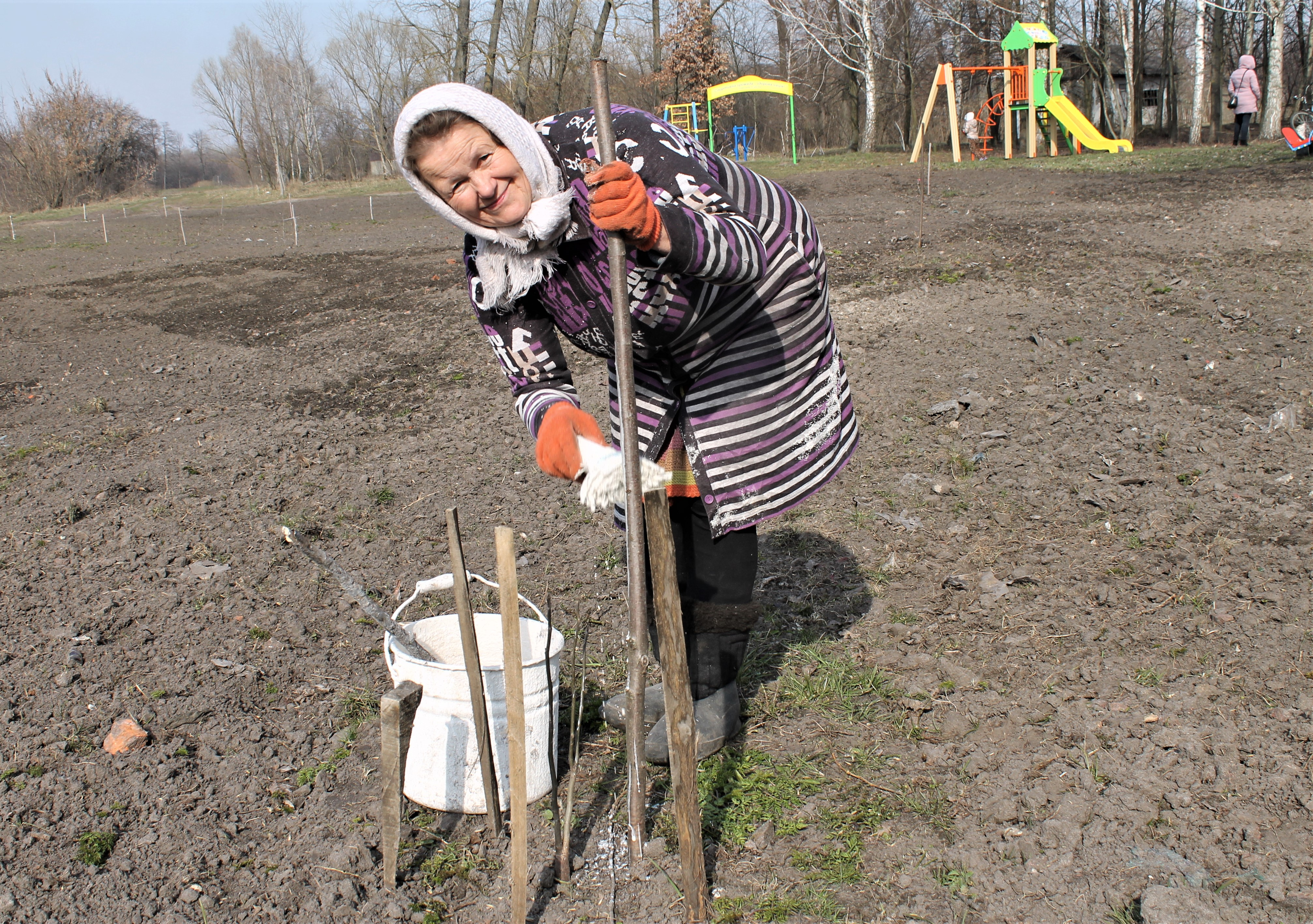
Весняна побілка деревцят гашеним вапном у молодому саду, село Сулак, Носівський район, березень 2020

Гашене вапно використовують в будівництві. Гашене вапно змішують з 3—4 частинами піску і додають таку кількість води, щоб утворилася кашоподібна маса. Цю масу називають вапняним розчином і вживають для зв'язування цегли при будуванні цегляних стін і як штукатурку. До вапняного розчину, що йде для зв'язування цегли і зовнішньої штукатурки, інколи додають цемент, а до внутрішньої штукатурки — гіпс.
Зв'язуючі властивості гашеного вапна ґрунтуються на тому, що Са(ОН)2 поступово кристалізується і, реагуючи з вуглекислим газом повітря, перетворюється на карбонат кальцію:
{\displaystyle {\ce {Ca(OH)_2 + CO_2 -> CaCO_3 + H_2O}}}

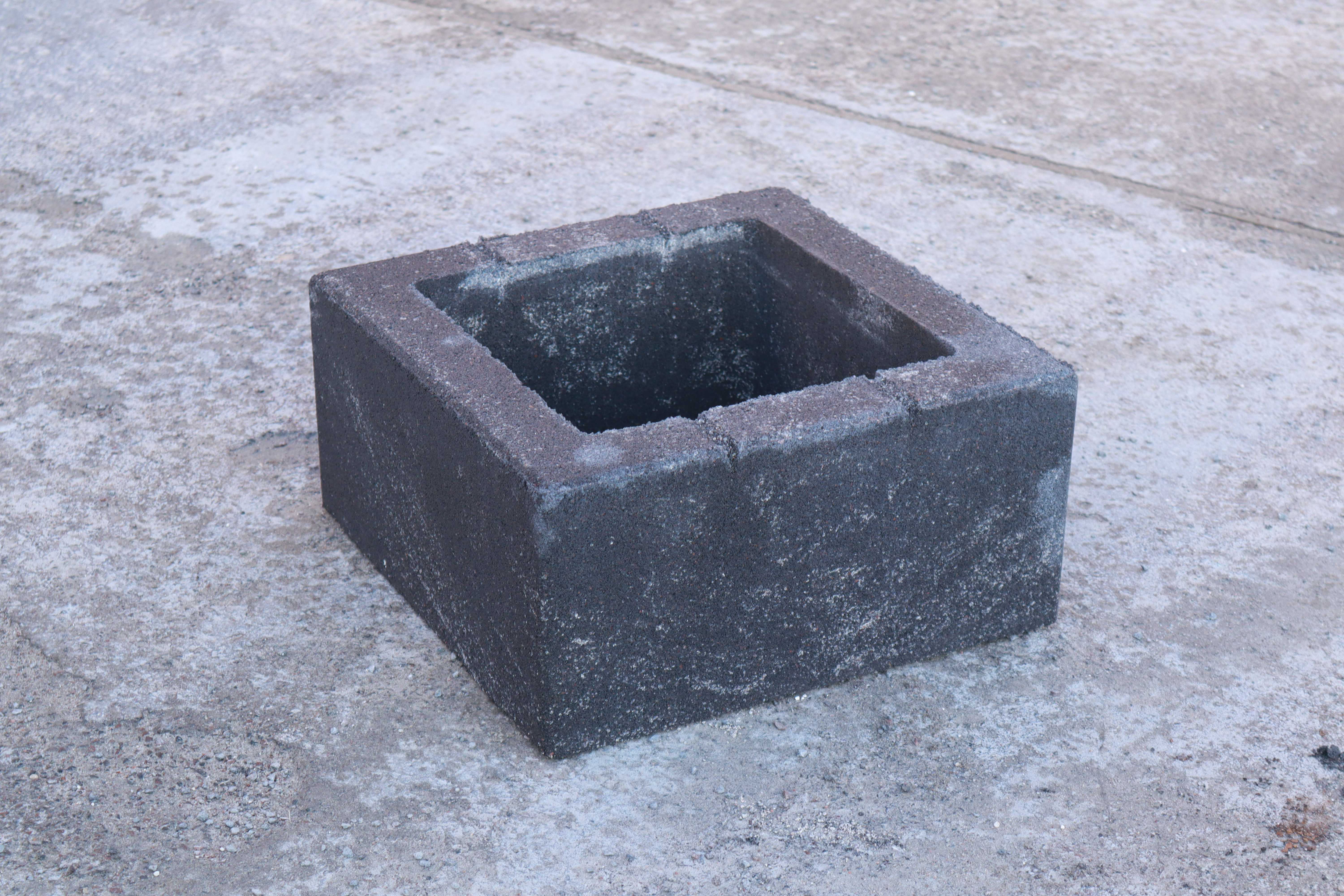
Висоли – білий наліт на бетонних матеріалах.

Внаслідок цього весь вапняний розчин перетворюється в тверду каменеподібну масу.
В процесі кристалізації водорозчинних солей, на бетонних виробах можуть зʼявлятися висоли – білий сольовий наліт. Їх причиною є взаємодія гідроксиду кальцію, що утворюється в наслідок гідролізу силікатів кальцію у складі бетонних виробів. Після утворення вапно реагує з вуглекислим газом в повітрі, формуючи карбонат кальцію, саме він і виступає у вигляді білого нальоту на будівельних матеріалах.
Колись для гашення вапна виривали спеціальні ями, що називалися творилами чи глицарнями. Палицю, якою мішали вапно, звали глицарем.
У харчовій промисловості застосовується як харчова добавка E526.